# Élections municipales de 1971 dans l'Ardèche
Les élections municipales françaises de 1971 ont eu lieu les 14 et 21 mars 1971. Le département de l'Ardèche comptait 339 communes, dont 11 de plus de 3 500 habitants où les conseillers municipaux étaient élus selon un scrutin de liste avec représentation proportionnelle.

## Maires élus
Les maires élus à la suite des élections municipales dans les communes de plus de 3 000 habitants :
| Communes            | Population | Maire élu en 1965    | Parti | Parti | Maire élu            | Parti | Parti |
| ------------------- | ---------- | -------------------- | ----- | ----- | -------------------- | ----- | ----- |
| Annonay             | 20 800     | Daniel Aimé          |       | SFIO  | Henri Faure          |       | UDR   |
| Aubenas             | 11 000     | Pierre Charnay       |       | DVD   | Jean Moulin          |       | CDP   |
| Bourg-Saint-Andéol  | 7 000      | Pierre Piéri         |       | DVD   | Gilbert Maurel       |       | UDR   |
| Guilherand-Granges  | 7 500      | Henri Chapelon       |       | SFIO  | Henri-Jean Arnaud    |       | DVD   |
| Privas              | 10 500     | Pierre-Marie Chaix   |       | DVD   | Pierre-Marie Chaix   |       | RI    |
| Saint-Péray         | 3 900      | Gérard Mallen        |       | RI    | Gérard Mallen        |       | RI    |
| Le Teil             | 8 100      | Paul Avon            |       | SFIO  | Paul Avon            |       | DVG   |
| Tournon-sur-Rhône   | 8 000      | Louis Roche-Defrance |       | CNIP  | Louis Roche-Defrance |       | RI    |
| Vals-les-Bains      | 4 125      | Paul Ribeyre         |       | CNIP  | Paul Ribeyre         |       | RI    |
| Viviers (Ardèche)   | 3 200      | Jean Joffre          |       | MRP   | Jean Joffre          |       | CD    |
| La Voulte-sur-Rhône | 5 800      | Guy Baboin-Jaubert   |       | SFIO  | Charles Labrouas     |       | PCF   |

### Annonay
| Tête de liste | Tête de liste | Parti | 1er tour | 1er tour | 2d tour | 2d tour | 2d tour |
| Tête de liste | Tête de liste | Parti | Voix     | %        | Voix    | %       | Sièges  |
| ------------- | ------------- | ----- | -------- | -------- | ------- | ------- | ------- |
|               | Henri Faure   | UDR   | 3469     | 43,36    | 4 221   | 51,20 % | 16      |
|               | Daniel Aimé   | PS    | 2539     | 31,74    | 4003    | 48,80 % | 11      |
|               | Édouard Bouix | PCF   | 1570     | 19,62    | 4003    | 48,80 % | 11      |
|               | Michel Aubert | PSU   | 422      | 5,28     |         |         |         |

### Aubenas
| Tête de liste | Tête de liste   | Parti        | Voix  | %     | Sièges |
| ------------- | --------------- | ------------ | ----- | ----- | ------ |
|               | Jean Moulin     | CDP          | 2 366 | 53,32 | 27     |
|               | Maurice Ribeyre | Indépendants | 1148  | 25,87 | 0      |
|               | Jean Primet     | PCF          | 923   | 20,81 | 0      |

### Bourg-Saint-Andéol
| Tête de liste | Tête de liste  | Parti                 | 1er tour | 1er tour | 2d tour | 2d tour | 2d tour |
| Tête de liste | Tête de liste  | Parti                 | Voix     | %        | Voix    | %       | Sièges  |
| ------------- | -------------- | --------------------- | -------- | -------- | ------- | ------- | ------- |
|               | Gilbert Maurel | UDR                   | 983      | 34,81    | 1 215   | 41,54   | 17      |
|               | Pierre Piéri   | DVD                   | 872      | 30,88    | 1174    | 40,14   | 6       |
|               | Gaston Mathieu | PCF                   | 511      | 18,09    | 536     | 18,32   | 0       |
|               | Barreau        | Union de la gauche PS | 458      | 16,22    | 536     | 18,32   | 0       |

### Privas
| Tête de liste | Tête de liste      | Parti | Voix  | %     | Sièges |
| ------------- | ------------------ | ----- | ----- | ----- | ------ |
|               | Pierre-Marie Chaix | RI    | 2 042 | 57,60 | 23     |
|               | Fermand Dessus     | PS    | 1275  | 35,96 | 0      |
|               | Robert Moulin      | PCF   | 323   | 6,44  | 0      |

- Premier tour : Inscrits : 4389 Exprimés : 3189 Nuls : 165

### Le Teil
| Tête de liste | Tête de liste   | Parti           | Voix  | %     | Sièges |
| ------------- | --------------- | --------------- | ----- | ----- | ------ |
|               | Paul Avon       | DVG-DVD-Radical | 3 048 | 70,39 | 23     |
|               | Charles Pralong | PCF             | 1282  | 29,61 | 0      |

### Vals-les-Bains
| Tête de liste | Tête de liste | Parti        | Voix  | %     | Sièges |
| ------------- | ------------- | ------------ | ----- | ----- | ------ |
|               | Paul Ribeyre  | RI           | 1 203 | 55,26 | 21     |
|               | Louis Tourre  | Indépendants | 974   | 44,74 | 2      |

### Viviers (Ardèche)|Viviers
| Tête de liste | Tête de liste      | Parti        | Voix | %     | Sièges |
| ------------- | ------------------ | ------------ | ---- | ----- | ------ |
|               | Jean Joffre        | CD           | 841  | 55,15 | 19     |
|               | Jean-Lucien Devaux | Indépendants | 684  | 44,85 | 2      |

### La Voulte-sur-Rhône
| Tête de liste | Tête de liste      | Parti                   | Voix  | %     | Sièges |
| ------------- | ------------------ | ----------------------- | ----- | ----- | ------ |
|               | Charles Labrouas   | PCF                     | 1 321 | 54,36 | 22     |
|               | Guy Baboin-Jaubert | PS-Radical-Indépendants | 1109  | 45,64 | 1      |